# 国际科技大学联盟
国际科技大学联盟，简称国际G7联盟，是2009年成立的一個跨國科技大學組織，成員包括美国加州理工学院、英国伦敦帝国学院、瑞士苏黎世联邦理工大学、新加坡南洋理工大学、美國亚特兰大乔治亚理工学院，中国上海交通大学、印度孟买印度理工学院七所世界顶尖大学。
该联盟将在科研、教学、师生交流上展开全方位合作。